# Отје Ратјевил
Отје Ратјевил (фр. Authieux-Ratiéville) насеље је и општина у северној Француској у региону Горња Нормандија, у департману Приморска Сена која припада префектури Руан.
По подацима из 2011. године у општини је живело 397 становника, а густина насељености је износила 76,94 становника/km². Општина се простире на површини од 5,16 km². Налази се на средњој надморској висини од 137 метара (максималној 166 m, а минималној 107 m).

## Демографија
| 1962. | 1968. | 1975. | 1982. | 1990. | 1999. | 2011. |
| ----- | ----- | ----- | ----- | ----- | ----- | ----- |
| 177   | 178   | 136   | 183   | 262   | 342   | 397   |

График промене броја становника у току последњих година